# San Antonio (Manabí)
San Antonio ist eine Ortschaft und eine Parroquia rural („ländliches Kirchspiel“) im Kanton Chone der ecuadorianischen Provinz Manabí. Die Parroquia besitzt eine Fläche von 210 km². Die Einwohnerzahl lag im Jahr 2010 bei 8039. Die Parroquia San Antonio wurde am 12. Dezember 1942 gegründet.

## Lage
Der 10 m hoch gelegene Hauptort San Antonio liegt am Nordufer des Unterlaufs des Río Chone knapp 8 km westlich des Kantonshauptortes Chone. Die Fernstraßen E38 (Chone–Tosagua) und E383 (Chone–Bahía de Caráquez) führen an San Antonio vorbei.
Die Parroquia San Antonio grenzt im Osten an Chone, im Südosten an die Parroquia Canuto, im Süden und im Südwesten an die Parroquias Bachillero und Tosagua (beide im Kanton Tosagua), im Westen an die Parroquia San Vicente (Kanton San Vicente) sowie im Norden an die Parroquia Boyacá.

## Wirtschaft
Die Landwirtschaft ist ein wichtiger Wirtschaftsfaktor. Es werden u. a. folgende Nutzpflanzen angebaut: Mais, Wassermelone, Gartenbohne, Reis, Cyclanthera pedata (Achocha), Paprika, Tomate, Zitrone und Moschus-Kürbis. Ferner wird im Feuchtgebiet La Segua die Fischart Dormitator latifrons (Chame) aus der Familie der Schläfergrundeln gezüchtet. Außerdem wird in der Region Milchwirtschaft betrieben.